# Tom Purdom

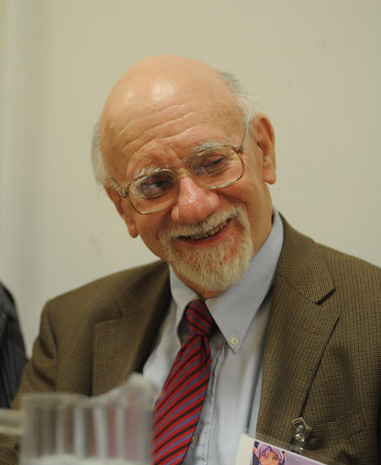
Tom Purdom (2008)

Thomas Edward Purdom (geboren am 19. April 1936 in New Haven, Connecticut; gest. 14. Januar 2024) war ein amerikanischer Science-Fiction-Autor.

## Leben
Purdom ist der Sohn von Orlando Jackson Purdom und von Inez Antoninette Purdom, geborene Tigna. Als Sohn eines Marinesoldaten wechselte er relativ häufig den Wohnort und wuchs vorwiegend in West Haven, Connecticut, San Diego in Kalifornien, in Tampa, Florida und am Bainbridge Naval Training Center in Maryland auf. 1954 zog er von zuhause aus und lebte seitdem in Philadelphia.
Von 1954 bis 1968 arbeitete Purdom als Büroangestellter, vorwiegend für United Airlines, und schrieb nebenher. Von 1968 bis 1970 war er Redakteur und Autor an der University of Pennsylvania, danach unterrichtete er bis 1971 Englisch an der Temple University in Philadelphia. Ab 1963 arbeitete er in Teilzeit. Neben seiner Arbeit als SF-Autor verfasste er ein Drehbuch für einen Wissenschaftsfilm, arbeitete als technisch-wissenschaftlicher Autor in verschiedenen Bereichen und als Musikkritiker für mehrere lokale Zeitschriften in Philadelphia.
1957 erschien eine erste Kurzgeschichte Grieve for a Man in dem SF-Magazin Fantastic Universe. In der Folge erschienen Purdoms Short Storys in Magazinen wie Isaac Asimov’s Science Fiction Magazine, Analog, The Magazine of Fantasy and Science Fiction, Galaxy, Amazing und in verschiedenen Anthologien. 1964 erschien sein Debütroman I Want the Stars, dem vier weitere Romane folgten, darunter The Barons of Behavior (1972), als Die Psychospione ins Deutsche übersetzt. Auch dieser Roman folgt dem von Purdom mehrfach verwendeten Muster, bei dem der Protagonist gegen eine Tyrannei kämpft und schließlich obsiegt. Hier wird die Tyrannei in einem zukünftigen Amerika ausgeübt durch ein Bündnis von Wissenschaft, Technik und Politik, das es im Namen der Ordnung unternimmt, jegliche Äußerung von Freiheit und Kreativität zu unterdrücken.
Purdom war seit 1960 mit Sara Jeanne Wescoat verheiratet, mit der er einen Sohn hat (geboren 1964). Sara Purdom ist 2006 verstorben.

## Bibliografie
Casanova. Kurzgeschichtenserie
- Romance in Lunar G. 1995
- Romance in Extended Time. 2000.
- Romance with Phobic Variations. 2001.
- Romance for Augmented Trio. 2004.
- Romance on Four Worlds: A Casanova Quartet. 2015, Sammlung

Romane
- I Want the Stars. 1964.
- The Tree Lord of Imeten. 1966.
- Five Against Arlane. 1967.
- Reduction in Arms. 1971.
- The Barons of Behavior. 1972.
  - Deutsch: Die Psychospione. Übersetzt von Bodo Baumann. Bastei Lübbe #21056, 1974, ISBN 3-404-04939-X.

Sammlung
- Lovers & Fighters, Starships & Dragons. 2014.

Kurzgeschichten
- A Matter of Privacy. 1957.
- Grieve for a Man. 1957.
- The Man Who Wouldn’t Sign Up. 1958.
- The Duel of the Insecure Man. 1959.
- Excellence. 1959.
- The Holy Grail. 1959.
  - Deutsch: Der heilige Gral. In: Frederik Pohl, Wolfgang Jeschke (Hrsg.): Titan 5. Heyne (Heyne Science Fiction & Fantasy #3546), 1977, ISBN 3-453-30440-3.
- Sordman the Protector. 1960.
- The Green Beret. 1961.
- The Warriors. 1962.
- Greenplace. 1964.
  - Deutsch: Gartenstadt. In: Science-Fiction-Stories 55. Ullstein (Ullstein 2000 #105 (3195)), 1975, ISBN 3-548-03195-1.
- Courting Time. 1966.
- Reduction in Arms. 1967.
  - Deutsch: Kontrollierte Abrüstung. In: Wulf H. Bergner (Hrsg.): Am Ende aller Träume. Heyne (Heyne Science Fiction & Fantasy #3204), 1970.
- Toys. 1967.
  - Deutsch: Spiele. In: Walter Spiegl (Hrsg.): Science-Fiction-Stories 25. Ullstein (Ullstein 2000 #45 (2964)), 1973, ISBN 3-548-02964-1.
- A War of Passion. 1970.
- Moon Rocks. 1973.
- Moonchild. 1973.
- The Chains of Freedom. 1977.
  - Deutsch: Der unliebsame Helfer. In: Walter Spiegl (Hrsg.): Science-Fiction-Stories 80. Ullstein (Ullstein Science Fiction & Fantasy #31010), 1980, ISBN 3-548-31010-9.
- Eyes. 1985.
- A Proper Place to Live. 1990.
- Chamber Story. 1992.
- Sepoy. 1992.
  - Deutsch: Sipahi. In: Friedel Wahren (Hrsg.): Asimovs Science Fiction 55. Folge. Heyne (Heyne Science Fiction & Fantasy #6355), 2000, ISBN 3-453-17103-9.
- The Redemption of August. 1993.
- Legacies. 1994.
- Dragon Drill. 1994.
- Research Project. 1995.
  - Deutsch: Das Forschungsprojekt. In: Friedel Wahren (Hrsg.): Asimovs Science Fiction 53. Folge. Heyne (Heyne Science Fiction & Fantasy #6318), 1999, ISBN 3-453-15646-3.
- Cider. 1996.
- Canary Land. 1997.
- Fossil Games. 1999.
- Woman’s Work. 1999.
- The Noise of Their Joye. 2000.
- Sergeant Mother Glory. 2000.
- Civilians. 2001.
- A Champion of Democracy. 2002.
- The Path of the Transgressor. 2003.
- Sheltering. 2003.
- Palace Resolution. 2004.
- Bank Run. 2005.
- The Mists of Time. 2007.
- Sepoy Fidelities. 2008.
- Madame Pompadour’s Blade. 2008.
- Controlled Experiment. 2009.
- Haggle Chips. 2010.
- Warfriends. 2010.
- A Response from EST17. 2011.
- Golva’s Ascent. 2012.
- Bonding with Morry. 2012.
- Warlord. 2013.
- A Stranger from a Foreign Ship. 2013.
- Reentry. 2014.
- Bogdavi’s Dream. 2014.
- Day Job. 2015.
- Fatherbond. 2017.
- Afloat Above a Floor of Stars. 2017.

Sachliteratur
- Adventures in Discovery (1969, Anthologie von Wissenschaftsartikeln, als Herausgeber)